# Joe Costa
Joseph „Joe“ Costa (* 17. Juli 1992 in Adelaide) ist ein ehemaliger australischer Fußballspieler.

## Karriere
Costa begann mit dem Fußballspiel bei den Doncaster Rovers in einem Melbourner Vorort, in den Altersstufen U-8 bis U-12 spielte er dann in Adelaide für die Western Strikers, anschließend im Bereich U-16 für Adelaide City. In den Jahren 2007, 2008 und 2009 erhielt Costa ein Stipendium am South Australian Sports Institute. Zudem war er, obwohl ursprünglich nicht zum Aufgebot gehörend, in der Spielzeit 2008/09 regelmäßig für das Jugendteam von Adelaide United in der National Youth League aktiv, mit dem er das Meisterschaftsfinale erreichte (0:2 gegen Sydney FC). In den Jahren 2007 und 2008 gehörte Costa regelmäßig zum Aufgebot der australischen U-17-Auswahl. Er nahm in diesem Zusammenhang an Turnieren in Japan, Hilden, Deutschland und Los Angeles, Vereinigte Staaten teil. Im Juli 2008 gewann er mit dem Team die AFF U-16-Meisterschaft in Jakarta und war bei einem 6:0-Sieg in der Vorrunde gegen Indonesien auch als Torschütze erfolgreich.
2009 erhielt der Offensivakteur einen Profivertrag bei United und debütierte in der A-League zum Auftakt der Saison 2009/10 bei einem 1:0-Heimerfolg gegen Perth Glory. Weitere Einsätze verhinderte ein im September 2009 erlittener Kreuzbandriss, eine Verletzung, die sich während eines Jugendspiels im November 2010 wiederholte und erneut eine mehrmonatige Zwangspause nach sich zog. Sein Mitte 2011 auslaufender Vertrag wurde von Adelaide United nicht mehr verlängert und Costa setzte seine Karriere kurzzeitig bei seinem Jugendklub Adelaide City in der FFSA Super League fort.
Sein jüngerer Bruder Anthony kam in der Spielzeit 2013/14 ebenfalls für Adelaide United in der A-League zum Einsatz.